# Lizonne
Lizonne é um rio localizado na França.